# Movilița, Ialomița
Movilița este satul de reședință al comunei cu același nume din județul Ialomița, Muntenia, România. Satul a apărut în forma sa actuală în 1968, când au fost comasate așezările mai vechi Movilița Nouă, Movilița Veche și Valea Colceagului.

## Legături externe
Materiale media legate de Movilița la Wikimedia Commons